# Doktryna Chruszczowa
Doktryna Chruszczowa — doktryna w polityce zagranicznej ZSRR, z którą wystąpił jego przywódca w latach 1953-1964 Nikita Chruszczow.

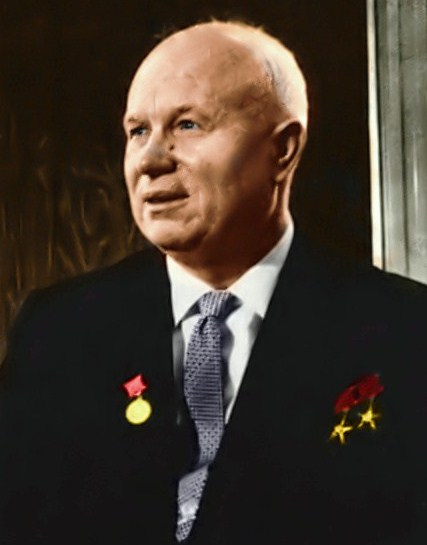
Nikita Chruszczow

Zakładała ona rywalizację na podstawie pokojowego współistnienia między blokiem amerykańskim i radzieckim w okresie zimnej wojny. Zmiana dotychczasowej polityki zagranicznej była jednym z elementów tak zwanej odwilży w Związku Radzieckim po śmierci Józefa Stalina.

## Założenia
Założeniem doktryny Chruszczowa miało być zaniechanie otwartej wrogości i rywalizacji na płaszczyźnie militarnej, na rzecz pokojowego współistnienia - rywalizacji między Wschodem a Zachodem na tle ekonomicznym, naukowym i kulturowym. Radzieccy przywódcy polityczni wierzyli, że większe korzyści wyniesie z tego ZSRR.

## Geneza
Podział świata po II wojnie światowej na dwa bloki doprowadził do obrócenia się niedawnych sojuszników przeciwko sobie. Związek Radziecki coraz jawniej demonstrował swoje zamiary wobec innych krajów – kryzysy turecki i irański, instalowanie rządów komunistycznych w krajach Europy Środkowej poprzez niedemokratyczne metody, próba podporządkowania i rozłam z Jugosławią. Stany Zjednoczone aktywnie włączyły się w zwalczanie rozprzestrzeniającego się komunizmu, wspomagając kraje zagrożone przejęciem władzy przez partie komunistyczne.

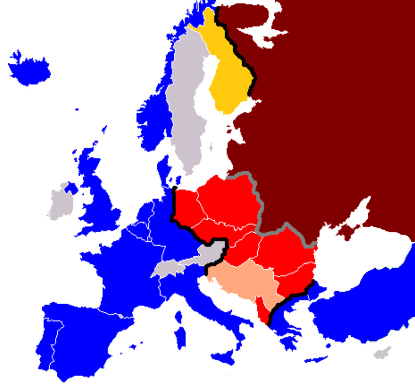
Europa w okresie zimnej wojny

Sytuacja zaogniła się jeszcze bardziej, kiedy ZSRR przełamał monopol na broń atomową w 1949 roku. Szanse na porozumienie zmalały po utworzeniu dwóch państw niemieckich, koreańskich i zwycięstwa komunistów w Chinach. W Korei wybuchła wojna między komunistyczną Północą a kapitalistycznym Południem. Niewielkie odprężenie przyniosły objęcie urzędu prezydenta przez Dwighta Eisenhowera w USA, śmierć Józefa Stalina w ZSRR i podpisanie zawieszenia broni w Korei w 1953 r.

## Realizacja
Józef Stalin nie wyznaczył za życia następcy, dlatego Nikita Chruszczow, Ławrientij Beria i Gieorgij Malenkow, którzy mieli najsilniejszą pozycję w ZSRR, dzielili się władzą, stwarzając wrażenie kolektywnego kierownictwa. Beria został zamordowany w wyniku porozumienia się pozostałych liderów KPZR, Chruszczow został I sekretarzem partii, a Malenkow premierem ZSRR. Konsolidacja władzy przez Chruszczowa zakończyła się po odsunięciu Malenkowa w 1955 roku i powołaniu Nikołaja Bułganina na stanowisko premiera (Chruszczow osobiście został premierem w 1958 roku).
Okres walki o władzę w ZSRR spowodował pierwsze wystąpienia społeczne w krajach bloku wschodniego. W tłumieniu wystąpień w NRD zaangażowało się wojsko radzieckie. Dla uspokojenia nastrojów zezwolono na większą swobodę w podejmowaniu decyzji przez przywódców państw komunistycznych w Europie Środkowej. W początkowym okresie rządów Chruszczowa poprawiły się także relacje ZSRR z Jugosławią, której droga do komunizmu została zaakceptowana. W stosunkach z krajami zachodnimi ZSRR podjął jeszcze bardziej śmiałe gesty pojednawcze. Przedstawiciele radzieccy wzięli udział w konferencji w Genewie w 1954 roku, natomiast w 1955 roku wojska radzieckie wycofały się z Austrii. Tym samym zawarto kompromis – ZSRR zgodził się na zjednoczenie Austrii pod warunkiem jej neutralności. Prawdziwym przełomem okazał się XX Zjazd KPZR w 1956 roku, na którym oficjalnie przyjęto w ZSRR tezę o możliwości pokojowego współistnienia między Wschodem a Zachodem, uznano Jugosławię za kraj komunistyczny i przyjęto możliwość indywidualnego budowania komunizmu w poszczególnych krajach. Zwieńczeniem pojednawczych gestów Chruszczowa była jego wizyta w Stanach Zjednoczonych i spotkanie z Eisenhowerem w 1959 roku.

## Skutki
Faktyczna realizacja doktryny Chruszczowa nie przyniosła oczekiwanych rezultatów. Mimo oficjalnych stanowisk strony radzieckiej, mówiących o koegzystencji obu bloków, doszło do utworzenia Układu Warszawskiego w 1955 roku, w odpowiedzi na przystąpienie RFN do NATO. Formalna akceptacja indywidualnych ścieżek budowania komunizmu w poszczególnych krajach okazała się martwym hasłem podczas interwencji wojskowej na Węgrzech w 1956 roku. Różnice w proponowanej taktyce dla ruchu komunistycznego były jedną z przyczyn rozłamu ZSRR z Chinami. W przeciwieństwie do polityki Chruszczowa, Mao Zedong głosił teorię tak zwanej nieustającej wojny i nie był przekonany do koncepcji pokojowego współistnienia. Chiny zostały poparte przez Albanię.
Mimo incydentów i krótkotrwałych napięć między Wschodem i Zachodem obie strony do pewnego momentu w określonym stopniu dążyły do jakiegoś porozumienia. Sytuacja zmieniła się po zestrzeleniu amerykańskiego samolotu szpiegowskiego U-2, który wykonywał lot nad terytorium ZSRR. Napięcie wzrosło po wzniesieniu muru berlińskiego w 1961 roku przez władze NRD, a poparcie ZSRR dla Kuby i operacja w Zatoce Świń spowodowały stan zagrożenia wojną nuklearną. Sama koncepcja pokojowego współistnienia przetrwała jednak obalenie Chruszczowa w 1964 roku i była podtrzymywana praktycznie do zakończenia zimnej wojny.